# 岐阜県立本巣高等学校
岐阜県立本巣高等学校（ぎふけんりつもとすこうとうがっこう）とは、かつて岐阜県本巣市にあった公立の高等学校。

## 概要
2004年に岐阜県立岐陽高等学校と統合し、岐阜県立本巣松陽高等学校の新設により廃校。校舎は本巣松陽高等学校本巣校舎となり、完全統合により本巣松陽高等学校の校舎となる。本巣松陽高等学校は2020年に創立100周年であるが、これは本巣高等学校（旧制中学校の岐阜県本巣中学校）の開校が1920年であるからである。

## 校訓
- 質実剛健
- 文武両道

## 沿革

### 岐阜県本巣中学校
- 1919年（大正8年）11月 - 本巣郡北方町の町会議長兼町長の山中駒次より、本巣郡に中学校の設置が提案される。
- 1920年（大正9年）
  - 2月 - 本巣中学校の設置が認可される。
  - 4月10日 - 開校。北方尋常高等小学校を仮校舎とする。
- 1921年（大正10年）4月27日 - 本巣郡席田村の糸貫川河川敷（現在地）に新校舎が完成し、移転。
- 1922年（大正11年）
  - 5月 - 校舎を増築する。
  - 11月12日 - 開校式を行う（本巣高等女学校と合同）。
- 1923年（大正12年）4月3日 - 講堂が完成。
- 1926年（大正15年）10月28日 - 図書館が完成。
- 1948年（昭和23年）4月1日 - 岐阜県立本巣高等学校に改称する。

### 岐阜県立本巣高等女学校
- 1920年（大正9年）12月 - 本巣郡に女学校の設置が決まる。
- 1921年（大正10年）
  - 3月 - 本巣郡立本巣高等女学校として開校。
  - 4月18日 - 開校式。郡役所2階を仮校舎とする。
  - 5月18日 - 郡役所、及び北方尋常高等小学校を仮校舎とする。
- 1922年（大正11年）
  - 9月 - 北方町大門[1]に校舎が完成し、移転。
  - 11月12日 - 開校式を行う（本巣中学校と合同）。
- 1923年（大正12年）4月1日 - 岐阜県に移管され、岐阜県立本巣高等女学校に改称する。
- 1948年（昭和23年）4月1日 - 岐阜県立本巣女子高等学校に改称する。

### 岐阜県立本巣高等学校
- 1948年（昭和23年）8月 - 本巣高等学校と本巣女子高等学校が統合され、岐阜県立本巣高等学校となる。校地校舎は本巣高等学校（旧・本巣中学校）を使用。
- 1949年（昭和24年）4月1日 - 全日制普通科・商業科、定時制普通科・昼間別科を設置
- 1952年（昭和27年）4月26日 - プールが完成。
- 1956年（昭和31年）9月30日 - 席田村の一部（上保・郡府・北野・春近・石原・三橋・仏生寺）が糸貫村に編入される
- 1958年（昭和33年）2月10日 - 全日制商業科、昼間別科の募集を停止。生活科を設置。
- 1960年（昭和35年）
  - 2月19日 - 定時制普通科の募集を停止。
  - 4月1日 - 糸貫村が町制施行により糸貫町となる
- 1962年（昭和37年） - 体育館が完成。講堂を取り壊し。
- 1963年（昭和38年）4月1日 - 生活科を家政科に改称。
- 1966年（昭和41年）12月19日 - 北舎が完成。
- 1968年（昭和43年）5月 - 本館（一期）が完成。
- 1969年（昭和44年）3月 - 本館（二期）が完成。
- 1970年（昭和45年）3月 - 本館（三期）が完成。
- 1972年（昭和47年）10月4日 - 格技場が完成。
- 1980年（昭和55年） - 第2運動場が完成。
- 1984年（昭和59年）3月 - 特別教室が完成。図書館を取り壊し。
- 1989年（平成元年）6月14日 - 新体育館が完成。従来の体育館は取り壊し。
- 1993年（平成5年）3月 - プールを改修する。
- 2003年（平成15年）11月27日 - 普通科、家政科の募集を停止
- 2004年（平成16年）
  - 2月1日 - 本巣町、真正町、糸貫町、根尾村が合併し本巣市が発足。
  - 4月 - 岐阜県立岐陽高等学校と統合し、岐阜県立本巣松陽高等学校の新設により廃校。校舎は本巣松陽高等学校本巣校舎となる。
- 2006年（平成18年）3月 - 完全統合により本巣松陽高等学校の校舎となる。

## 出身者
- 水谷文彦 - 沖縄開発事務次官、大蔵官僚